# Шпански врабац
Шпански врабац (Passer hispaniolensis) врста је птице из породице врабаца Passeridae. Налази се у Медитеранском региону, југозападној и у централној Азији.
Веома је сличан кућном врапцу, обе врсте показују своју сличност у „биолошкој мешавини“ хибридизације у Медитеранском региону, што компликује тексономију ове врсте. 

## Опис
Шпански врабац је прилично велики врабац, дужине 15-16cm  и тежине (0,78–1,27 оz).
Мало је већи и тежи од обичних врабаца, и има мало дужи и чвршћи кљун.
Мужјак је по перју сличан обичном врапцу, али се разликују по томе што је обични врабац прошаран црном бојом, пре има кестењасту него сиву круну, и има беле а не сиве образе.
Женка се практично не разликује од обичног врапца у свом основном перју, које је сиво-браон али изражајније  означено.
Женка има светле пруге са стране, бледо кремасто перје на глави и широке кремасте пруге на леђима.
- Западни шпански врабац ( P. h. hispaniolensis)
- Источно шпански врабац ( P. h. transcaspicus)

Постоји мала видљива разлика између њих у истрошеном приплодном перју.
Лакше се разликују по свежем зимском перју, источна подврста је блеђа са мање кестењастих боја.

## Глас
Вокализација шпанског врапца је слична вокализацији обичног врапца. Мужјак дозива другачије од обичног врапца када се налази у свом гнезду.
Овај зов мужјака је пар оштрих, двосложних цвркута, слични обичном врапцу али гласнији и вишег тона. Транскрибованог као chweeng-chweeng, cheela-cheeli.
Сличан позив, али мекши и више налик на цијук, користе птице које пристижу или одлазе на места преноћишта.
Остали позиви шпанског врапца су скоро па исти као позиви обичног врапца.
Меки quer quer quer се даје у гнезду од стране упарених парова, quer-it лет позив дају птице које су у јату, а  chur-chur-it позив се даје као претња.